# Canutillo
Canutillo – jednostka osadnicza w Stanach Zjednoczonych, w stanie Teksas, w hrabstwie El Paso.